# ASG Vorwärts Löcknitz
Die ASG Vorwärts Löcknitz war eine deutsche Armeesportgemeinschaft aus Löcknitz im heutigen Landkreis Vorpommern-Greifswald, deren Fußballabteilung bis 1990 existierte. Vorwärts Löcknitz wurde finanziell von der Armeesportvereinigung Vorwärts unterstützt, die ASG unterstand an der deutsch-polnischen Grenze den Grenztruppen der DDR. Vorwärts Löcknitz spielte in den 1960er Jahren überwiegend viertklassig, der Aufstieg in die II. DDR-Liga wurde mehrfach verpasst.

## Dynamo/Vorwärts Löcknitz
Die SG Dynamo Löcknitz stieg erstmals 1956 in die viertklassige Bezirksliga Neubrandenburg auf, in welcher die Polizeisportgemeinschaft die Mannschaft von Aufbau Löcknitz übernahm. Nachdem die Liga in der Auftaktsaison nicht gehalten wurde, kehrte Dynamo 1958 wieder in die nun aus zwei Staffeln bestehende Bezirksliga zurück. 1959 gelang vor Empor Anklam der Staffelsieg, das Endspiel um die Bezirksmeisterschaft verlor die Mannschaft aus Pommern gegen Einheit Teterow mit 0:2.
1961 übernahm die Armeesportvereinigung Vorwärts die Sportgemeinschaft, die darauf in ASG Vorwärts Löcknitz umbenannt wurde. Vorwärts Löcknitz fuhr 1962 erneut den Staffelsieg ein, unterlag im Endspiel gegen die zweite Vertretung von Vorwärts Neubrandenburg mit 0:4. Im gleichen Jahr erreichte Vorwärts Löcknitz die Qualifikationsrunde für den FDGB-Pokal, in der sich die Mannschaft gegen Motor Rostock durchsetzte. In der ersten Hauptrunde scheiterte Löcknitz an Einheit Greifswald mit 2:4.
Die sportlich erfolgreichste Saison der ASG war die Spielzeit 1962/63. Auch das dritte Endspiel um die Neubrandenburger Bezirksmeisterschaft wurde gegen die TSG Neustrelitz mit 0:5 verloren. Neustrelitz wurde jedoch wegen des Einsatzes des nicht spielberechtigten Max Landgraf nachträglich disqualifiziert und die Meisterschaft der ASG zugesprochen. In die Aufstiegsrunde zur DDR-Liga, die Neustrelitz bereits gewonnen hatte, griff die ASG damit verspätet ein. Aufbau Boizenburg zog wegen der chaotischen Umstände seine Mannschaft zurück, gegen den späteren Aufsteiger Motor Wolgast sowie MWW Warnemünde war die ASG in der Aufstiegsrunde chancenlos. Die Bezirksliga hielt die ASG noch bis 1966.
1978 kehrte die ASG noch einmal kurzzeitig in den drittklassigen DDR-Fußball zurück. Der in den achtziger Jahren eingeleitete drastische Sparkurs für Armeemannschaften machte sich auch in Löcknitz schnell bemerkbar. 1981 stieg die Mannschaft in die Bezirksklasse ab. Eine Rückkehr in höhere Gefilde gelang nicht mehr. Vorwärts Löcknitz wurde 1990 vom Spielbetrieb zurückgezogen und aufgelöst. Großteile gingen im VfB Pommern Löcknitz auf.

## Statistik
- Teilnahme FDGB-Pokal 1961/62